# Mambo y Canela
Mambo y Canela é uma telenovela venezuelana exibida em 2002 pela Venevisión.

## Elenco
- Alicia Machado-- Canela
- Marcelo Cezán-- Rodrigo
- Eileen Abad-- Vicky
- Romelia Agüero
- Alberto Alifa-- Jeremías
- Alexey Alvarado-- Elvis
- Daniel Alvarado-- Kiko León
- Pablo Báez-- Pablo
- Ana Gabriela Barbosa-- Clarita
- Mirtha Borges
- Umberto Buonocore-- Florencio
- Caridad Canelon-- Agua Santa
- Crisol Carabal-- Lolita
- Yanis Chimaras-- Benedicto
- Fabiola Colmenares
- Adolfo Cubas -- Franco
- Chiquinquira Delgado
- Francisco Ferrari
- Henry Galue
- Enrique Ibañez
- Wilmer Machado-- Perucho
- Carmen Manrique-- Yajaira
- Frank Méndez-- Rocco
- Johana Morales-- Carla
- Rolando Padilla-- Claudio
- Julio Pereira
- Jorge Reyes-- Daniel Montoya
- Amilcar Rivero-- Fidel
- Verónica Schneider
- Carlota Sosa-- Paulina
- Vicente Tepedino-- Nando
- José Torres-- El Ángel
- Gabriela Vergara
- Juan Carlos Vivas-- Cosme
- Andreína Yepez-- Zoraida
- Roberto Messuti-- Yonson
- Gustavo Rodríguez-- El Yuque
- Kassandra Tepper-- Monaco
- Betsabe Duque-- Vanessa
- Milena Torres
- Regino Jiménez-- Bartolo
- Ana Massimo-- Teté
- Patricia Oliveros-- Elsie
- Carmen Francia-- Juanita
- Elio Petrinni-- Russo
- Jean Paul Leroux-- Dino
- José Manuel Suárez-- Rolo